# Zoilo Saldombide
Zoilo Saldombide (Montevideo, 1905. március 15. – 1981. december 4.) olimpiai és világbajnok uruguayi válogatott labdarúgó.
Az uruguayi válogatott tagjaként részt vett az 1930-as világbajnokságon, az 1924. évi nyári olimpiai játékokon illetve az 1924-es és az 1926-os Dél-amerikai bajnokságon.

## Sikerei, díjai
Uruguay
- Világbajnok (1): 1930
- Dél-amerikai bajnok (2): 1924, 1926
- Olimpiai bajnok (1): 1924

## Külső hivatkozások
- Statisztika az RSSSF.com honlapján
- Világbajnok keretek az RSSSF.com honlapján
- Zoilo Saldombide a FIFA.com honlapján Archiválva 2015. február 1-i dátummal a Wayback Machine-ben